# Nes̄ār-e Bozorg
Nes̄ār-e Bozorg (persiska: نثار بزرگ, Nes̄āreh-ye Bozorg) är en ort i Iran.   Den ligger i provinsen Khuzestan, i den västra delen av landet, 600 km sydväst om huvudstaden Teheran. Nes̄ār-e Bozorg ligger 9 meter över havet och antalet invånare är 394.
Terrängen runt Nes̄ār-e Bozorg är mycket platt. Runt Nes̄ār-e Bozorg är det ganska tätbefolkat, med 144 invånare per kvadratkilometer. Närmaste större samhälle är Qajarīyeh-ye Yek, 13,8 km norr om Nes̄ār-e Bozorg. Omgivningarna runt Nes̄ār-e Bozorg är i huvudsak ett öppet busklandskap.